# Ижма
Ижма (рус. И́жма, Изьва) је лијева притока ријеке Печоре, која протјече кроз Аутономну Републику Коми у Русији. Izvire na jugu Тиманског узвишења. Дуга је 531 km. Површина слива ријеке Ижма износи 31.000 km². Просјечни проток на 154 km од ушћа у Печору је 203 m³/s. Залеђује се средином новембра, а одлеђује средином мјесеца маја. Највеће притоке су ријеке Ухта и Ајува.